# Phireza
Phireza es un género de arañas cangrejo de la familia Thomisidae. Contiene una sola especie, Phireza sexmaculata. La especie fue descrita por Simon en 1886.
El género aparece registrado y publicado en una sección de la revista Actes de la Société Linnéenne de Bordeaux, (4) 10, 181.

## Distribución
Se distribuye por América del Sur: Brasil.